# Lars Peter Knudsen
Lars Peter Skjødt Knudsen (22. september 1835 – 29. april 1908) var en dansk husmand, maler og fotograf.
Han boede i Alstrup og optog i årene ca. 1885-1908 96 fotografier af fattige landsbyfolk og stedlige originaler i Hvetbo Herred ved Brønderslev, som nu findes i Dansk Folkemindesamling. Fotografierne viser, at Knudsen var et naturtalent som portrætfotograf.